# Mir iz Niša
Mir iz Niša, poznat i kao Mir iz Nisse, mirovni je sporazum potpisan 29. rujna 1739. godine između Osmanskog Sultanata i Ruskog Carstva kojim je okončan Rusko-turski rat.

## Pozadina
Rusko-turski rat, 1735. – 1739. je posljedica nastojanja Rusije da dobije Azov i Krim, kao prvi korak ka dominaciji Crnog mora. U nekoliko uspješnim napadima predvođenim vojskovođom Münnichom, Rusi su slomili otpor Krimskog Kanata, prešli rijeku Dnjestar u Moldaviji i 1739. godine umarširali u moldavijsku prijestolnicu Iaşi, koju su zauzeli.

## Razvoj događaja
Habsburška Monarhija je ušla u rat 1737. godine na rusku stranu da bi dobila dio osvojenih oblasti, ali je bila primorena sklopiti poseban mir s Turskom, predavši sjevernu Srbiju, sjevernu Bosnu i Olteniju, i omogućivši Osmanlijama da odole ruskom pritisku ka Carigradu. Za uzvrat, sultan priznaje Habsburško carstvo kao službenog zaštitnika svih turskih kršćanskih subjekata (vidi milet), položaj koji je također zahtijevala Rusija.

## Posljedice
Austrijsko povlačenje je primoralo Rusiju priznati Mir iz Nisse, odričući se svojih prava na Krim i Moldaviju, kojim joj je dozvoljeno sagraditi luku na Azovu ali ne i graditi utvrđenja tamo niti imati flotu u Crnom moru.